# Adlkofen
Adlkofen – miejscowość i gmina w Niemczech, w kraju związkowym Bawaria, w rejencji Dolna Bawaria, w regionie Landshut, w powiecie Landshut. Leży około 9 km na wschód od Landshut.

## Dzielnice
W skład gminy wchodzą następujące dzielnice: Adlkofen, Deutenkofen, Läuterkofen, Jenkofen, Beutelhausen i Reichlkofen

## Demografia
| Rok  | Liczba mieszk. |
| ---- | -------------- |
| 1970 | 2 387          |
| 1987 | 3 090          |
| 2000 | 3 778          |